# Euploea albolimbata
Euploea albolimbata är en fjärilsart som beskrevs av Hans Fruhstorfer 1910. Euploea albolimbata ingår i släktet Euploea och familjen praktfjärilar. Inga underarter finns listade i Catalogue of Life.